# Franco Lucchini
Franco Lucchini (* 24. Dezember 1917 in Rom; † 5. Juli 1943 bei Catania) war zusammen mit Adriano Visconti der erfolgreichste italienische Jagdflieger des Zweiten Weltkriegs.
Entsprechend der Vorgehensweise der italienischen Luftwaffe wurden ihm 26 „bestätigte, persönliche Abschüsse“ zuerkannt, 52 weitere wurden „kollektiviert“ (d. h. seiner Einheit zuerkannt).

## Militärische Laufbahn
Lucchini trat 1935 in die Regia Aeronautica ein, absolvierte eine Pilotenausbildung und kam dann zu einem Jagdgeschwader (4º Stormo). Ab Juli 1937 nahm er als Freiwilliger am Spanischen Bürgerkrieg teil, wo er Doppeldecker von Typ Fiat CR.32 flog und unter anderem fünf gegnerische Flugzeuge abschoss. Vier dieser Abschüsse erfolgten in Zusammenarbeit mit anderen Piloten. Am 25. Juli 1938 wurde er von einem republikanischen Jagdflugzeug vom Typ Polikarpow I-16 abgeschossen, nachdem er einen Bomber des Typs Tupolew SB-2 zerstört hatte. An diesem Tag ging er in Kriegsgefangenschaft, aus der er sich im Februar 1939 im Chaos des Untergangs der Spanischen Republik befreien konnte.
1940 kämpfte seine Staffel mit Flugzeugen vom Typ Fiat CR.42 in Nordafrika. Lucchini gelangen mit diesen Doppeldeckern fünf Luftsiege. Anfang 1941 rüstete seine Einheit auf die Macchi MC.200 um, mit der er von Sizilien aus über Malta zum Einsatz kam. Gegen Ende des Jahres erfolgte die Umstellung auf die bessere Macchi MC.202. Im Mai 1942 verlegte sein 4. Jagdgeschwader wieder nach Nordafrika, wo es die Offensive der Achsenmächte gegen die britische 8. Armee unterstützte. Am 24. Oktober 1942 wurde Lucchini verwundet und zur Genesung nach Italien beordert. Für seinen Einsatz in Nordafrika erhielt er mehrere italienische und deutsche Auszeichnungen.
Lucchinis Verband rüstete zwischen Januar und Juni 1943 teilweise auf die neue Macchi MC.205 um. Er und sein Verband kämpften nach der Schlacht um Tunesien von Sizilien aus gegen alliierte Bomberformationen. Am 5. Juli 1943 fing Lucchini mit seiner MC.202 ein US-amerikanisches B-17-Bombergeschwader ab, das von etwa 50 britischen Spitfires begleitet wurde. Nachdem er eine Spitfire abgeschossen hatte (26. Luftsieg), griff er erstmals die amerikanischen B-17 an, von denen er mehrere beschädigte. Kurz darauf wurde er bei Catania, an der Ostküste Siziliens, abgeschossen.